# Мини-юбка

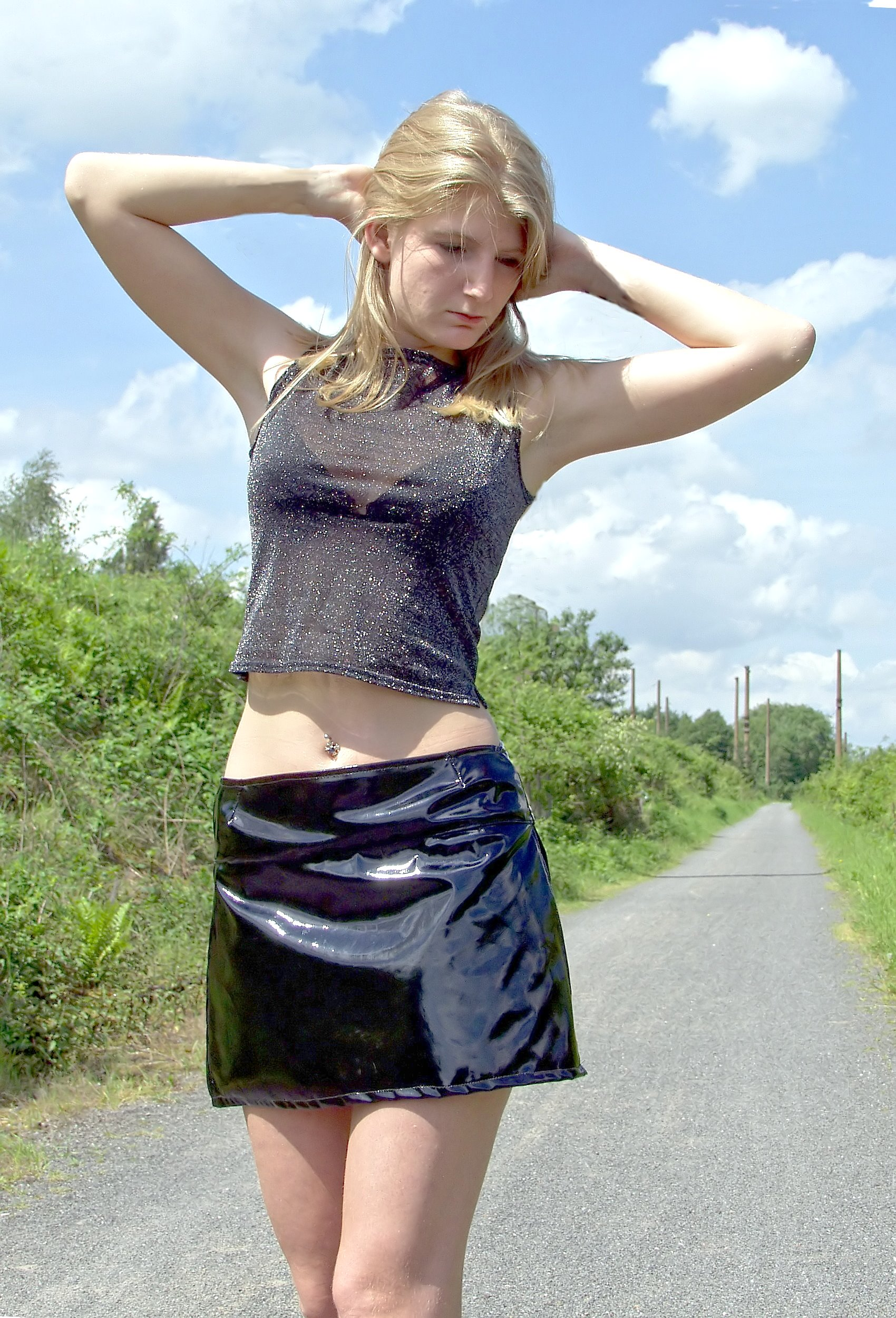
Фотомодель в мини-юбке

Мини-юбка — короткая юбка, юбка с краем на значительном расстоянии выше колен, не ниже середины бёдер (не более 10 см от ягодиц), мини-платье — платье с таким краем.
В современном виде мини-юбки появились в 1960-х гг., и с тех пор являются одним из наиболее культурно значимых предметов одежды в плане не только эстетического, но и политического влияния.

## Исторические сведения

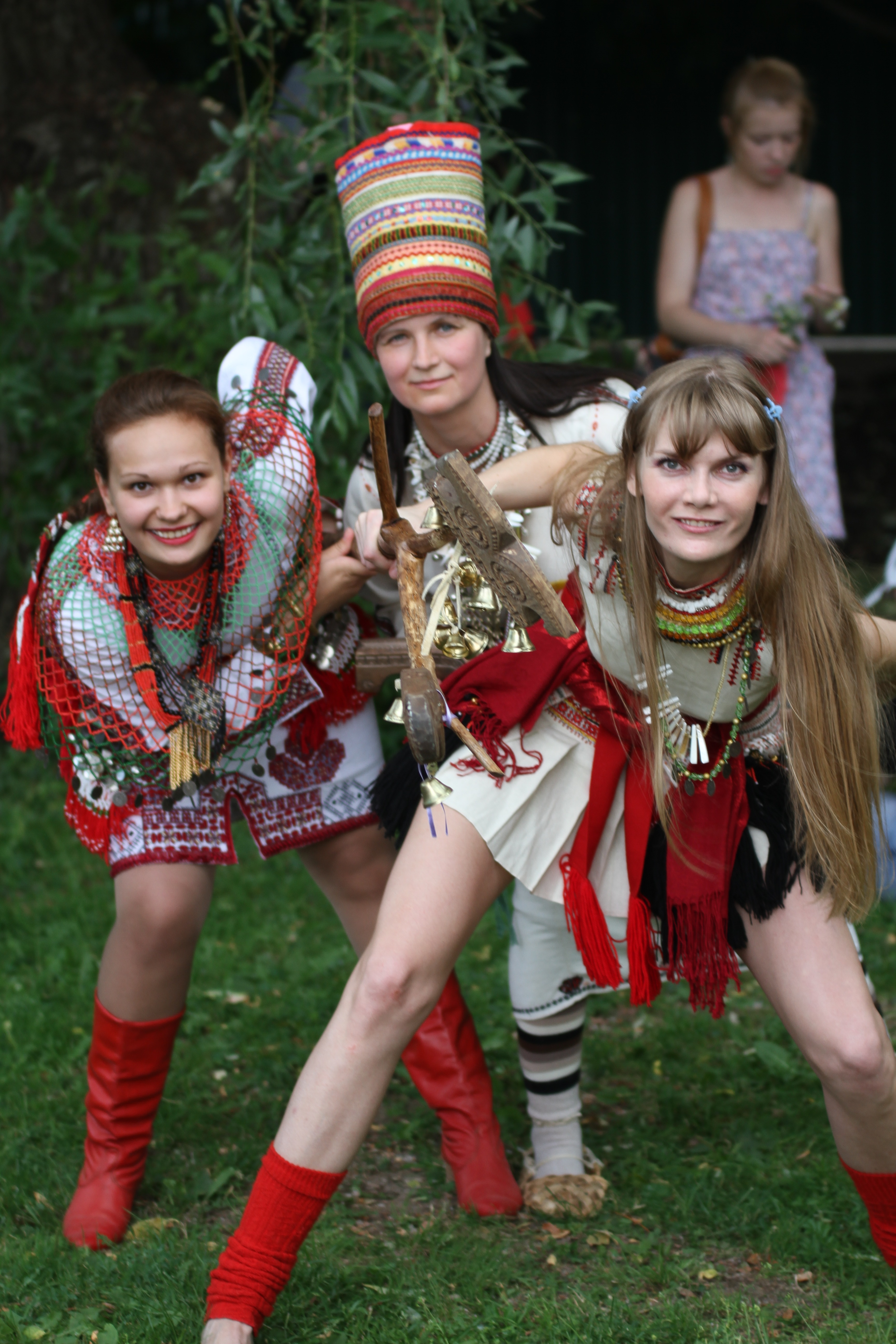
Участницы эрзянской фолк-группы «Ойме» в костюмах, аналогичных описанным у Мельникова-Печерского

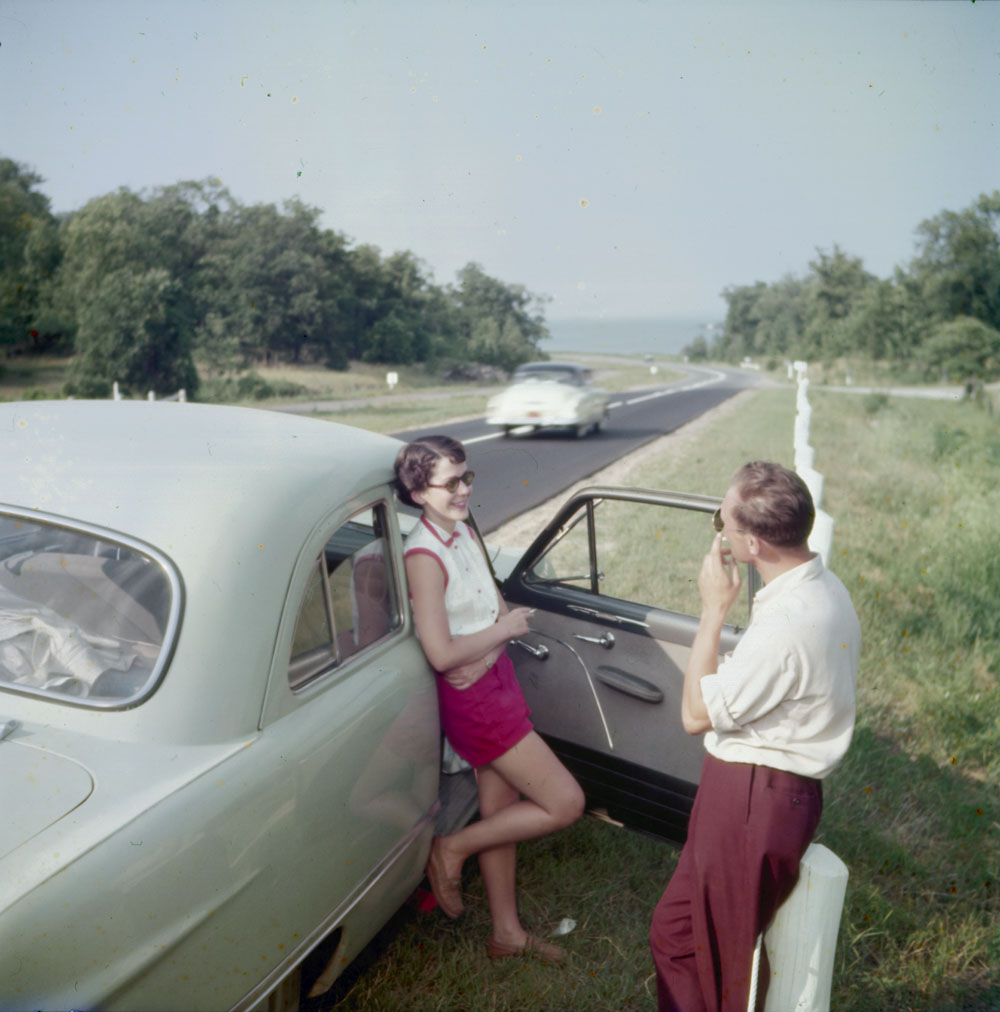
женщина в миниюбке 1952 год, Канада

Исторически в большинстве культур древности и Средневековья у женщин были распространены длинные, до щиколоток платья или юбки, а короткие юбки могли носить танцовщицы (позднее также чирлидеры), циркачки или женщины других «легкомысленных» профессий, но из этого правила были и исключения. Так, в наряд, напоминающий современную мини-юбку, была одета девушка из Эгтведа, найденная в древнегерманском погребении XIV века до н. э. (скандинавский бронзовый век). Некоторые детали фигурок, изображающих женщин культуры Винча (VI—V тыс. до н. э.), также интерпретируются как короткие юбки. В Китае во времена империи Цин такие юбки носили женщины из некоторых групп народов мяо.
В источниках о России XIX в. короткие наряды упоминаются в «Очерках мордвы» П. И. Мельникова-Печерского, который неоднократно отмечал, что в мордовской (эрзянской и мокшанской) культуре ценились женские ноги («мордовки особенно щеголяют своими ногами, для чего и носят короткие рубахи и понявы»). В СССР мини-юбки и платья получили распространение после состоявшегося в 1967 году Международного фестиваля моды, после чего появились в коллекциях начинающего в то время модельера Славы Зайцева, а также в популярных фильмах («Бриллиантовая рука», «Афоня», «Служебный роман», хотя ещё за десятилетие до этого использование коротких платьев в танцах и возмущение советских бюрократов их длиной обыгрывалось в фильме «Карнавальная ночь») и мультфильмах («Бременские музыканты»), несмотря на осуждение со стороны старшего поколения и попытки контролировать длину юбок в общественных местах.
В конце XX века мини вошли в деловую моду, их носят многие девушки.

### В научной фантастике

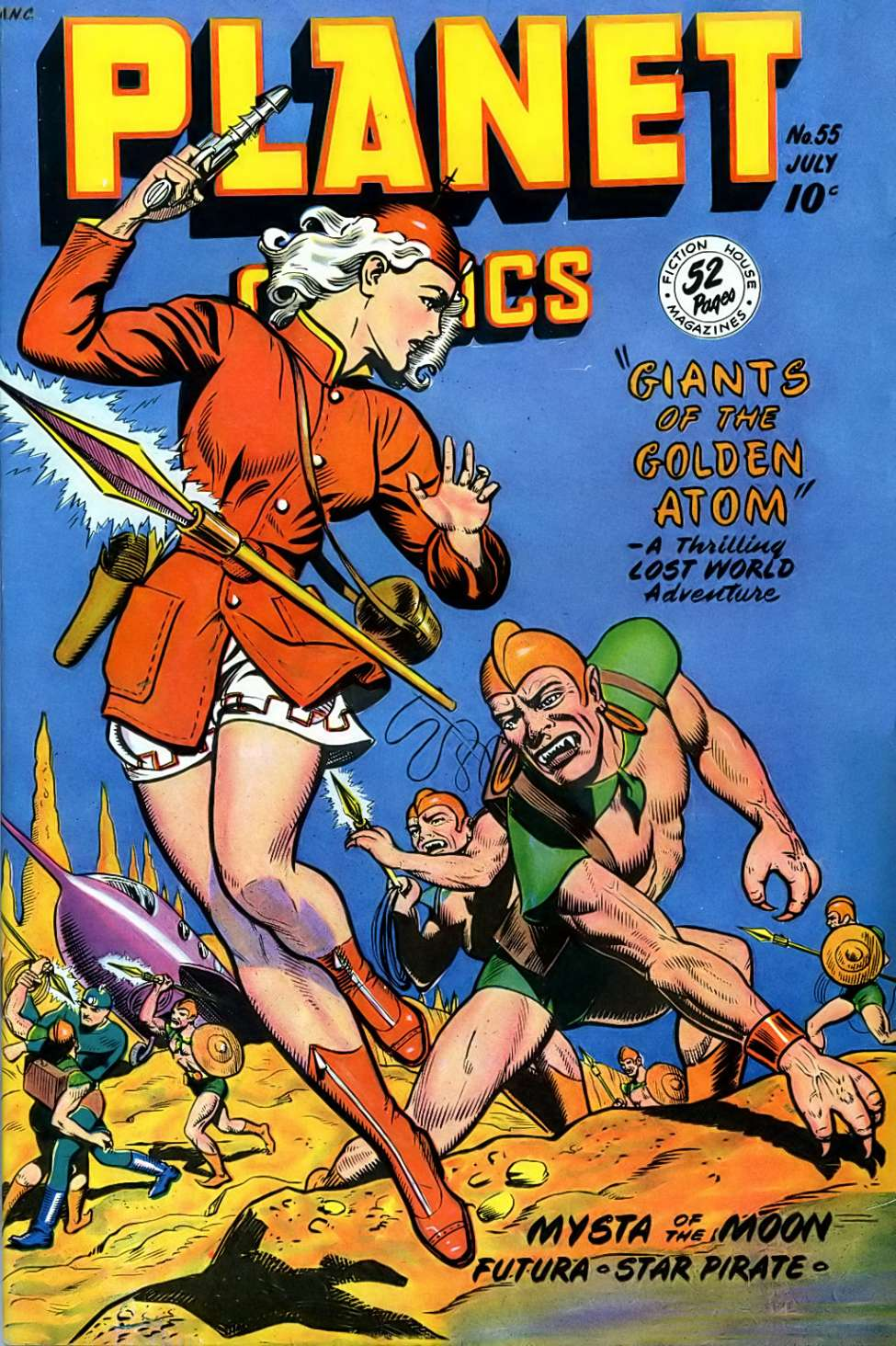
Обложка журнала Planet Comics, июль 1948 г.: типичный для фантастики того времени костюм, сочетающий мини металлического цвета и сапоги

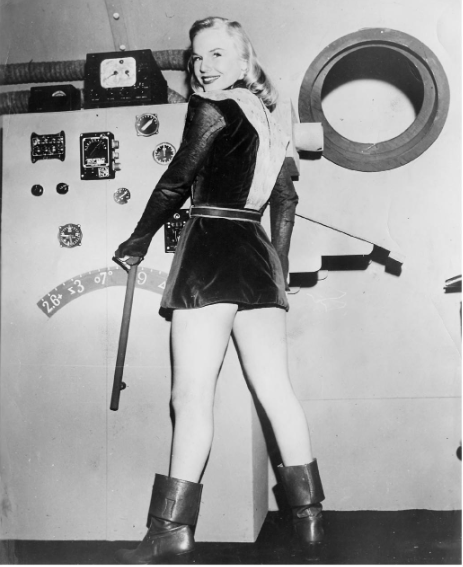
Вирджиния Хьюитт в роли Кэрол (Space Patrol)

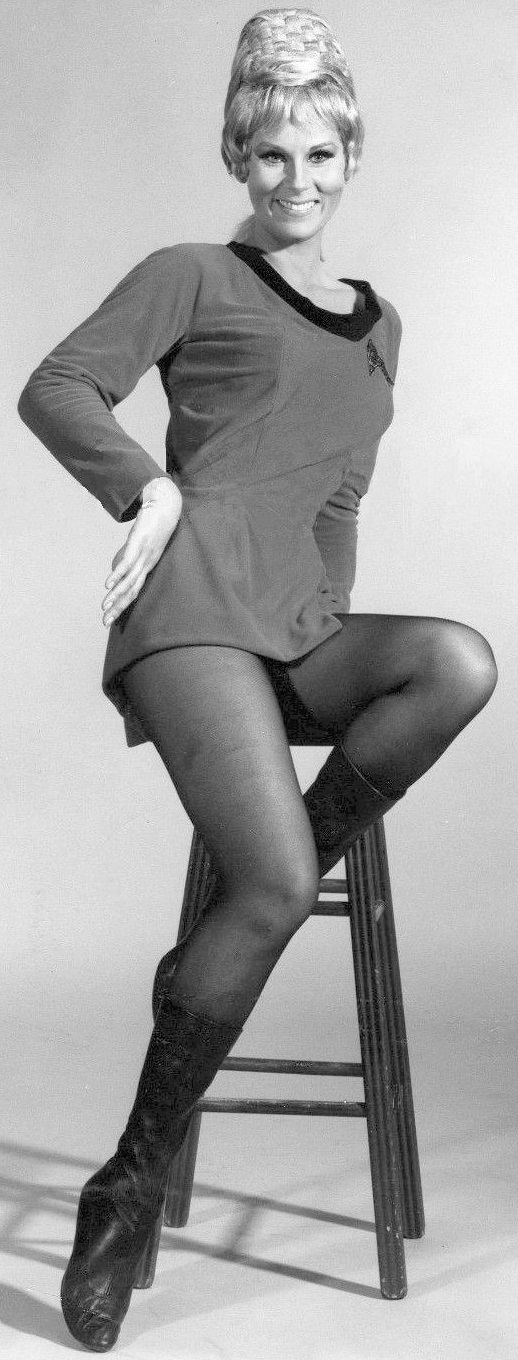
Грейс Ли Уитни в роли Джэнис Рэнд в униформе Звёздного флота

Девушки в мини — хорошо известный и узнаваемый визуальный образ в классической научной фантастике середины XX века наравне с роботами или космическими путешествиями, и рост интереса к научной фантастике в то время поспособствовал принятию мини в качестве повседневной одежды. В 1950-х гг. юбки и платья выше колена вызывали неприятие общества даже в качестве одежды для танцев или занятий спортом, а в качестве повседневной одежды они тем более не встречались ни в реальной жизни, ни в реалистических произведениях. Тем не менее, при изображении фантастических миров допускались некоторые вольности, в результате чего короткие юбки и платья (особенно металлического цвета, популяризованные ещё в 1940-х гг. иллюстратором Эрлом Берджи) стали одним из самых популярных компонентов футуристических нарядов в фантастике того времени, авторы которой проецировали в будущее общий тренд развития моды на все более открытую и облегающую одежду.
Первым американским фантастическим телесериалом, женские персонажи которого носили юбки, позднее описанные как «микро-мини», был «Space Patrol» (1950-55 гг.) Его популярность способствовала моде на короткие наряды у женских персонажей космической фантастики того времени, которую автор Брюс Рюкс позднее описал как «mini-skirted space-maiden movie trend». Другие известные героини подобных фильмов, чьи костюмы можно считать короткими и по современным меркам — Алита («Полёт на Марс», 1951) и Альтаира («Запретная планета», 1955). Несмотря на то, что второй из упомянутых фильмов задал тренды в научно-фантастическом кино вплоть до конца 1960-х гг, подобные наряды на протяжении всех 1950-х гг. воспринимались как совершенно фантастические/футуристические и немыслимые в качестве обычной одежды.
Кроме того, короткие юбки в фантастике того времени воспринимались отнюдь не как символ легкомыслия, а напротив — как атрибут физически и интеллектуально развитых девушек будущего, способных выполнять сложные задачи наравне с мужчинами, что контрастировало с положением дел в патриархальном западном обществе 1950-х гг. Так, Вирджиния Хьюитт в роли Кэрол из упомянутого выше «Space Patrol» играла роль блондинки в короткой юбке, но в то же время ученой и изобретательницы, считавшейся хорошим примером для молодежи того времени. Такое отношение к мини сохранялось и в 1960-х гг, когда мини-юбки уже перестали быть чем-то фантастическим и вошли в повседневную моду. Так, Нишель Николс, игравшая Ухуру в самом популярном научно-фантастическом сериале конца 1960-х «Звёздный путь», в ответ на вопрос, почему Ухура и многие другие женские персонажи сериала носили такую короткую форму, утверждала, что в то время это никем не считалось унизительным для женщин, а напротив, символом будущего, в котором людей оценивают по их способностям (а не по их расе, полу, или выбору одежды), и в котором женственность никуда не исчезнет, даже если женщины будут пилотировать космические корабли.

### В музыке

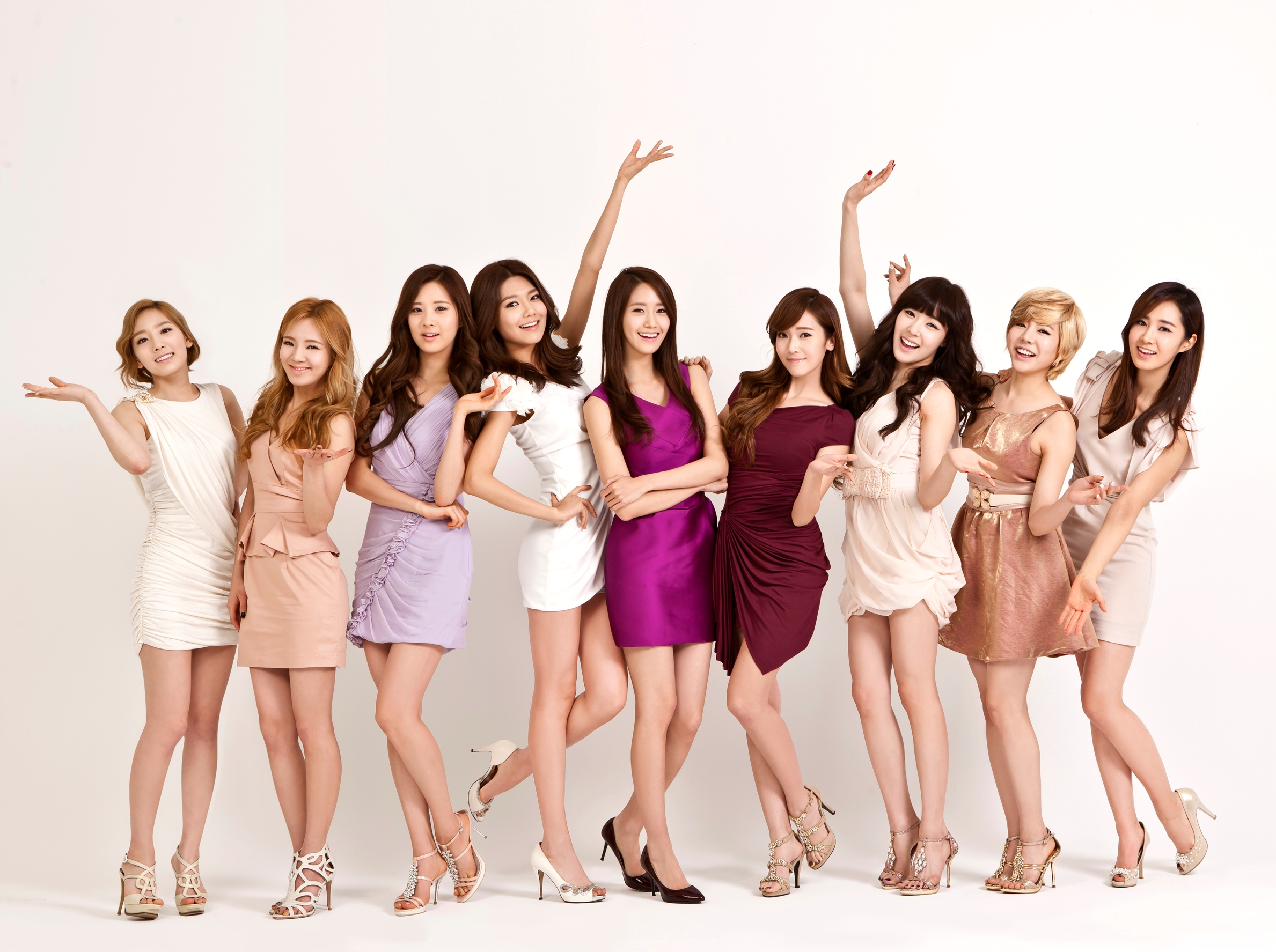
Участницы K-pop группы «Girls' Generation» в мини-юбках и платьях

Начиная с 1960-х гг., короткие юбки и платья — неотъемлемая часть сценического имиджа многих исполнительниц как поп-, так и рок-музыки. Особенно это относится к панк-року второй половины 1970-х гг., у исполнительниц которого были популярны эпатажные наряды с высокими каблуками и черными либо клетчатыми мини-юбками, зачастую из необычных материалов. Хотя к тому времени первая волна моды на мини прошла, и Ив Сен-Лоран даже утверждал, что мини-юбки больше никогда не вернутся как часть повседневной одежды, они тем не менее продолжали быть частью имиджа многих исполнительниц новой волны и пост-панка (Blondie, Siouxsie and the Banshees, The B-52's), а в середине 1980-х с постепенном возвращением мини в мейнстримную моду — и немногочисленных в то время исполнительниц хард-рока и хэви-метала (например, Литы Форд). В СССР Елена Соколова («Дубль-1», позднее «Маркиза») вызвала недовольство организаторов фестиваля «Рок-панорама-86» своим выступлением в вызывающе короткой юбке на этом фестивале. В поп-музыке того времени такими нарядами были известны Мадонна и Синди Лопер, позднее — Spice Girls, а в начале 2000-х с появлением моды на особенно экстремальное мини такие юбки и платья начали носить многие поп-знаменитости (Кристина Агилера, Бритни Спирс и многие другие).
Популяризации мини-юбок также способствовали и исполнители-мужчины, например, Жак Дютрон с песней «Mini Mini Mini» (современному слушателю больше известна в исполнении индастриал-рок группы KMFDM). Проникновению британской моды на мини в США в 1964 году способствовала волна битломании.

## Отношение в разных культурах

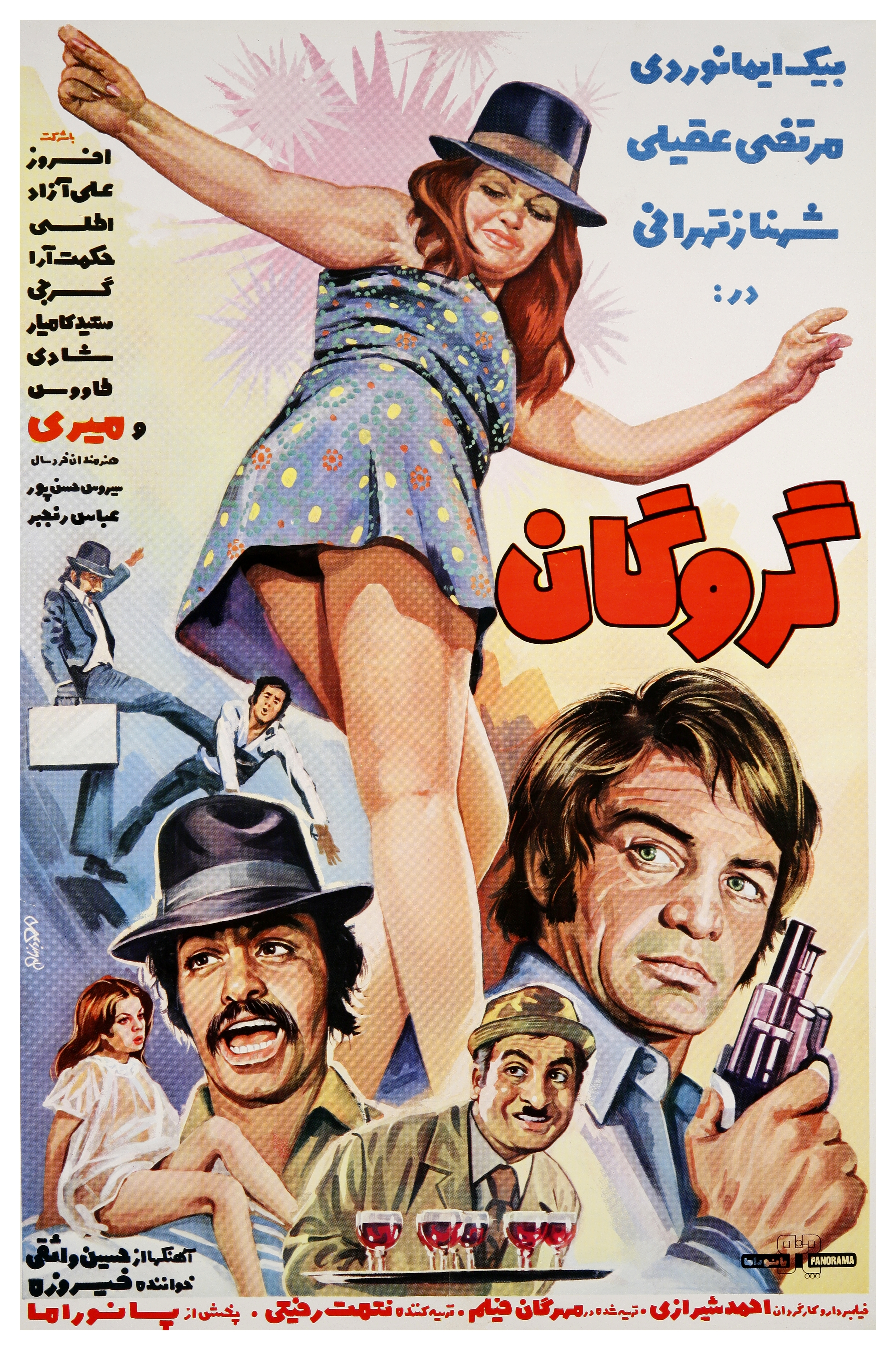
Постер иранского фильма «Заложник (фильм, 1974)», снятого до Исламской революции 1979 г.

Для отдельных традиционных культур и сторонников крайне консервативных взглядов мини-юбка является, с одной стороны, символом легкомысленности, а с другой стороны — чуждого им западного либерализма. Так, мини-юбки исчезли в Иране после исламской революции 1979 года. В ряде стран предпринимаются попытки ограничить ношение мини-юбок.
Скандалы, связанные с ношением мини-юбок, характерны для многих африканских стран начиная с 1960-х гг. Так, Камузу Банда, первый президент Малави, называл их «дьявольской модой, которая должна исчезнуть из страны раз и навсегда», а первый президент Замбии Кеннет Каунда утверждал, что больше всего ненавидит две вещи — апартеид и мини-юбки. Нападения на женщин в мини-юбках и попытки ограничить их ношение продолжались в различных африканских странах вплоть до 2010-х гг., тем не менее они остаются популярными у женщин во многих из этих стран (например, Кения, Уганда и ЮАР). В поддержку свободы выбора одежды в этих странах проводятся протесты, активисты которых напоминают, что значительная часть населения Африки в доколониальную эпоху ходила практически без одежды, в связи с чем утверждения, что мини-юбки символизируют западное колониальное влияние в Африке, выглядят неубедительными.

## Происхождение

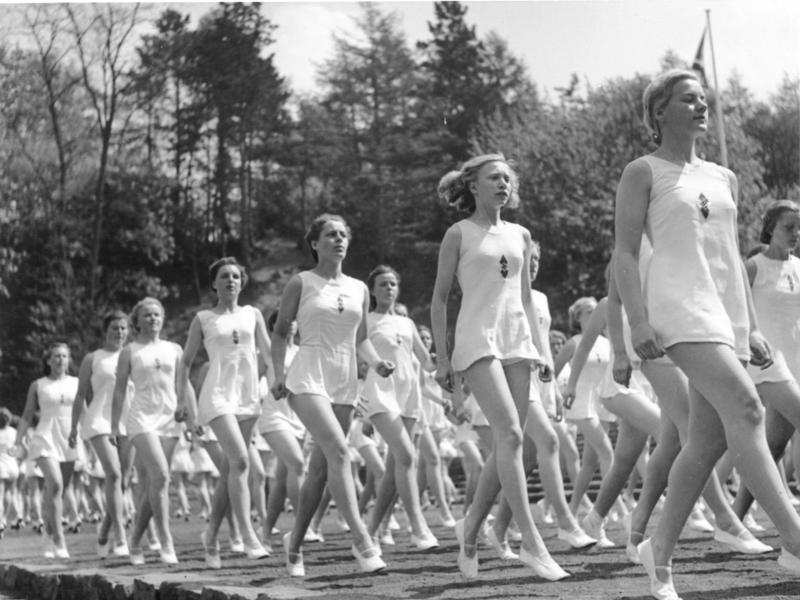
Гимнастки в мини-платьях из Союза немецких девушек, 1941 год.

Считается, что мини-юбка создана английским модельером-дизайнером Мэри Куант в 1960-х годах. Иногда появление мини-юбки связывают с именем французского модельера Андре Куррежа. Известно также, что в 1956 году костюмер фильма «Запретная планета» сделала несколько мини-юбок для актрисы Энн Фрэнсис. Редактор журнала «Vogue» считает, что идея мини-юбок принадлежит дизайнеру Джону Бейтсу (англ. John Bates).
Мэри Куант содержала магазин одежды Bazaar в свингующем Лондоне. Журнал Vogue впервые написал об одежде Куант лишь в 1963 году, однако созданные ей вещи успешно продавались уже в конце 1950-х. Наибольшей популярностью пользовались туника без рукавов с очень короткой плиссированной юбкой, мини-платье «Тент» и короткое шерстяное платье-кардиган. Свои «детские» модели Квант называла соответствующе — «Лолита», «Школьница», «Хорошая девочка».
При этом сама Куант признавала, что не изобрела мини-юбку, а только позаимствовала идеи у молодых женщин того времени, которые уже носили такие юбки. Так, в репортаже Montreal Gazette от 28 мая 1960 года упоминался магазин одежды на Оксфорд-стрит в Лондоне, владелец которого экспериментировал с юбками на дюйм выше колена на манекенах и отмечал положительную реакцию покупателей. В августе 1961 года в LIFE вышла статья о молодежной моде на короткие юбки, а летом следующего, 1962 года, в Великобритании начали носить юбки длиной вплоть до 8 дюймов выше колен, получившие название «Ya-Ya» (от «yeah yeah»). Первое упоминание слова «miniskirt» в английском языке также датируется 1962 годом и упоминается в статье в Billings Gazette, описывающей юбки «Ya-Ya», производимые в Мехико. Согласно статье, мужчины того времени приветствовали такую моду, но только до тех пор, пока такие юбки не надевали их жены либо невесты. Тем не менее в первой половине 1960-х гг. настолько короткие юбки носило очень небольшое число девушек, преимущественно из числа «продвинутой» британской молодежи, а стандартная длина юбки в то время была чуть ниже колен.
Мода на мини-юбки стала быстро распространяться в середине 1960-х гг. В дальнейшем популяризатором мини-юбок в мире высокой моды выступил Андре Курреж. Его модели мини-юбок были менее обтягивающими и их носили с белыми сапогами в стиле Go-go, либо с гольфами.
Росту популярности мини-юбки способствовало появление английской модели Джин Шримптон в коротком платье во время скачек в Мельбурне в 1965 году, которое произвело сенсацию. Хотя, по словам самой Шримптон, малая длина юбки объяснялась тем, что у дизайнера не хватило материала.
С середины 1960-х годов появились микроюбки, едва прикрывающие интимные части тела. В 1970-х годах мини-юбки были потеснены более длинными юбками «макси» (до щиколоток) и «миди» (до середины голени). В 1980-х годах мини начали входить в деловую моду.

## Галерея

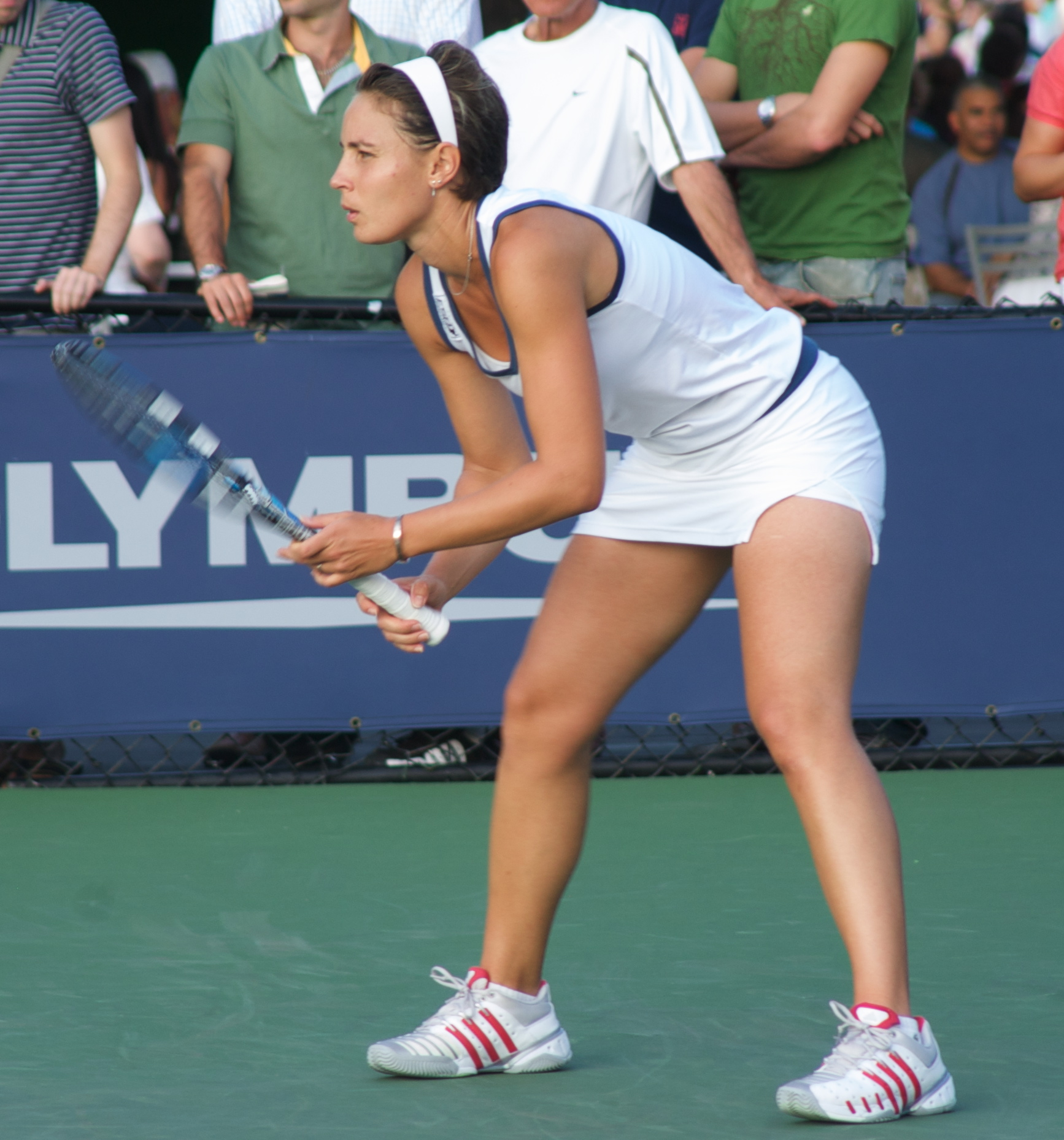
Мини-юбка для тенниса
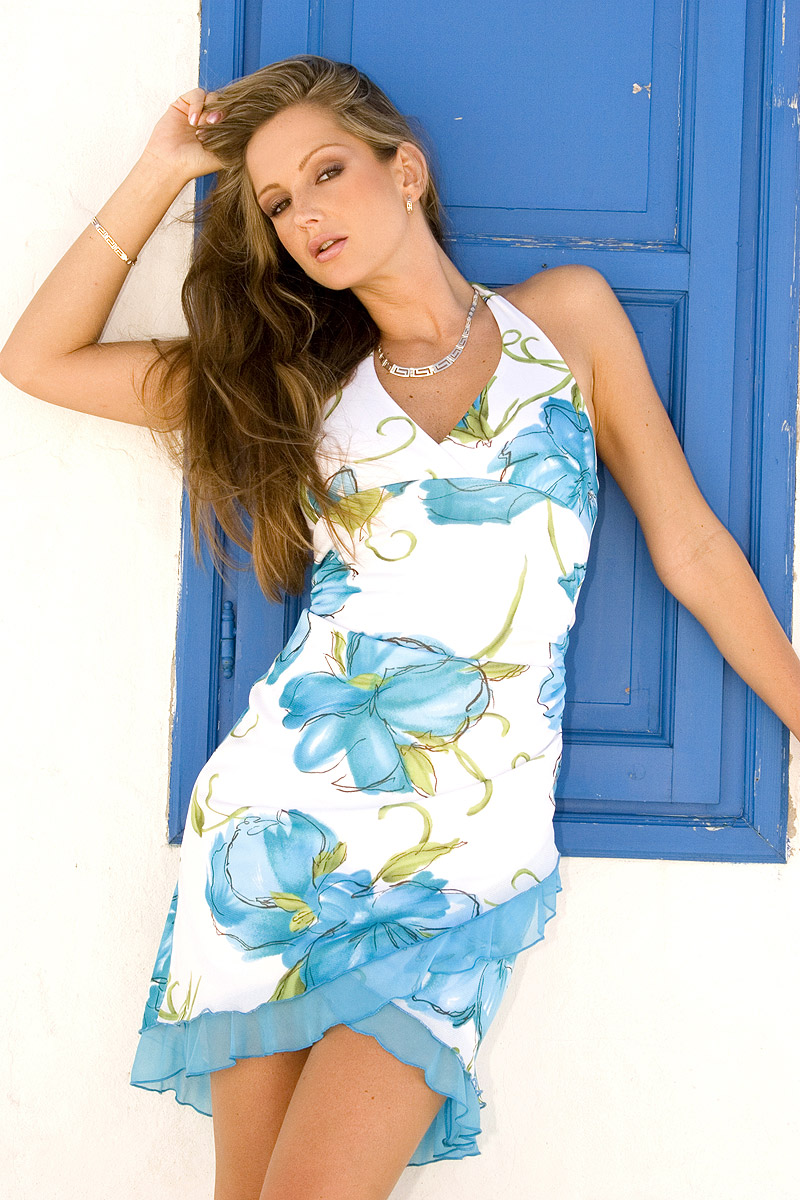
Мини-платье.
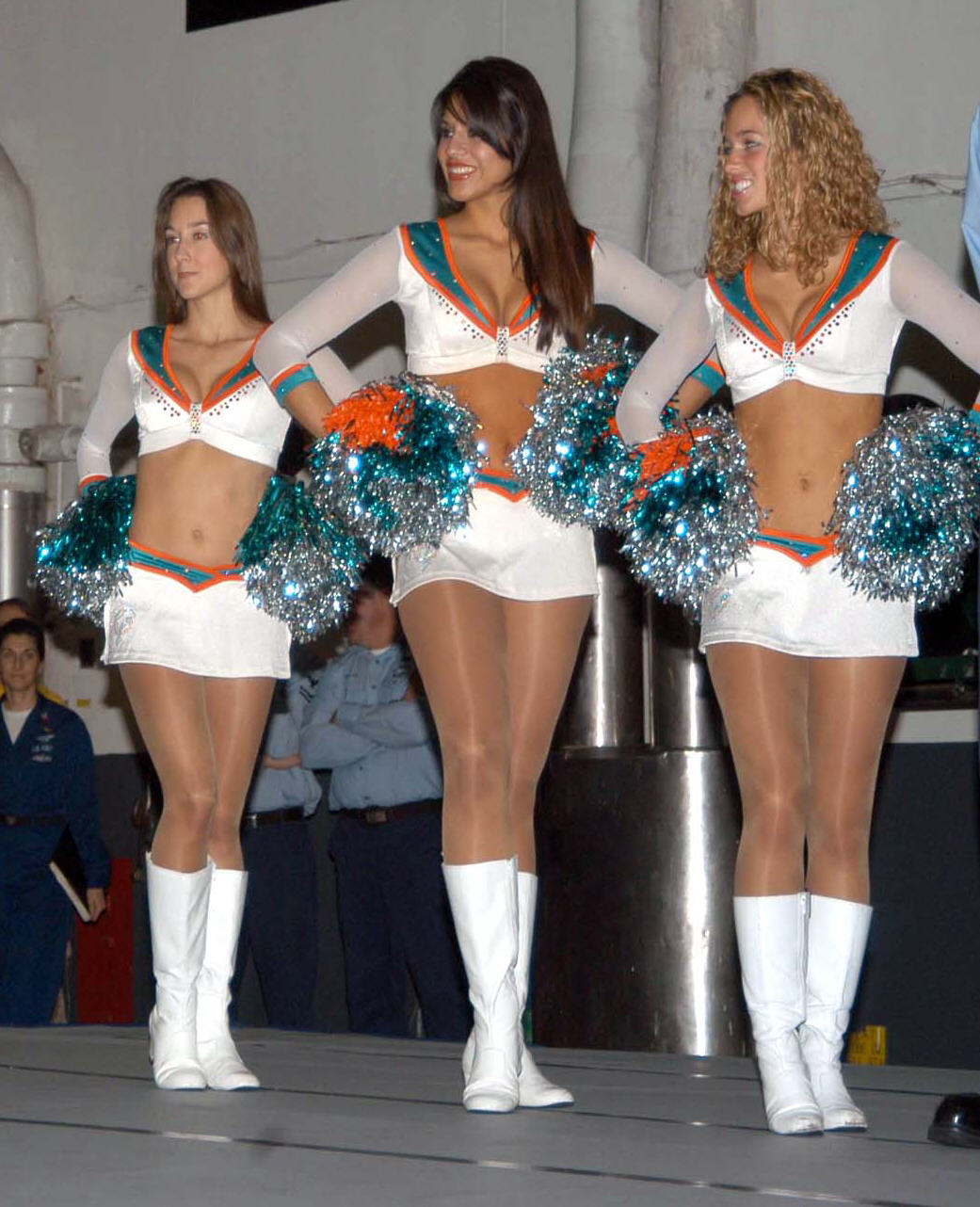
Чирлидеры команды «Майами Долфинс» в мини-юбках
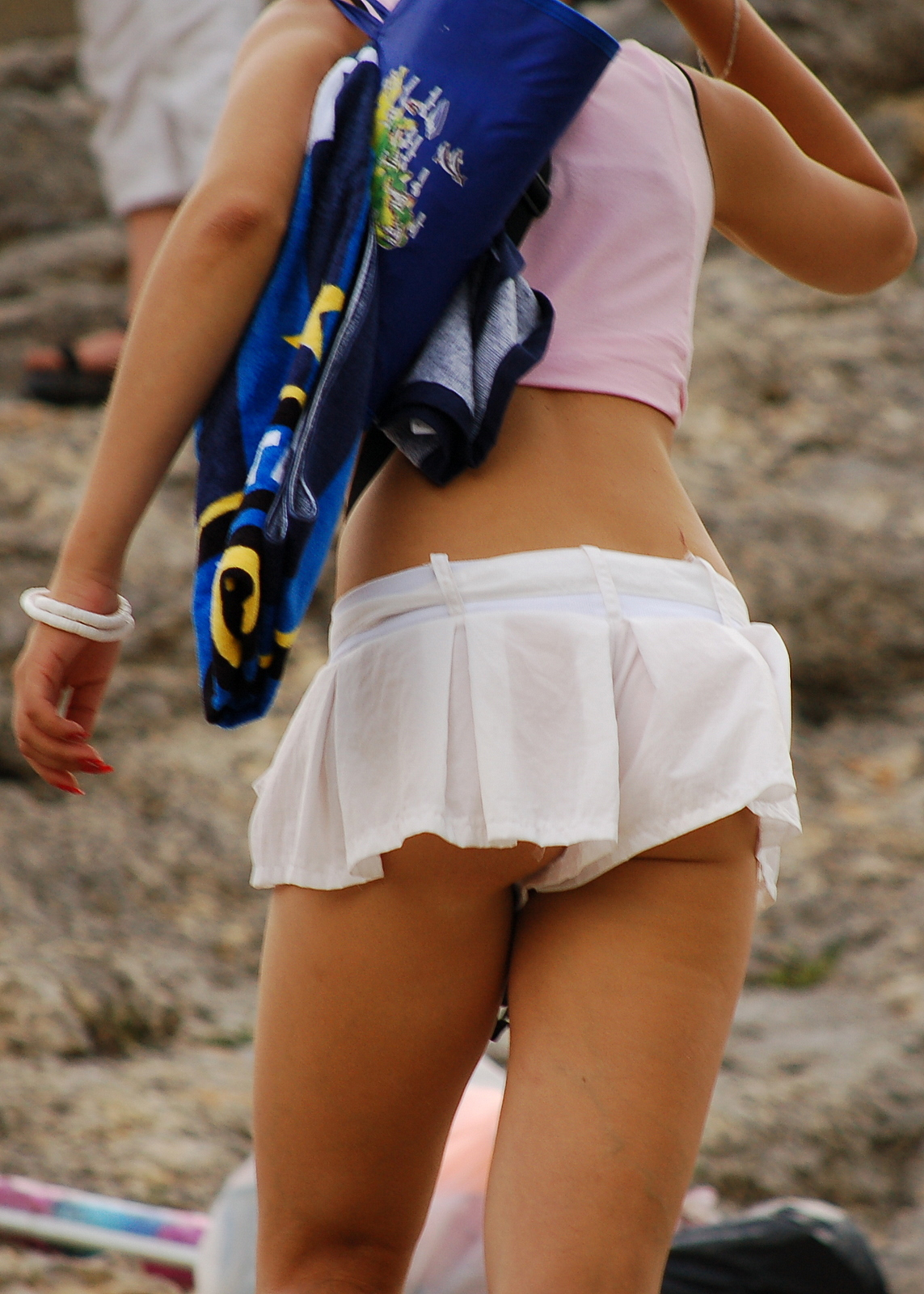
Пляжная мини-юбка